# Stemma delle Isole Salomone
Lo stemma delle Isole Salomone è stato adottato nel 1978.
Lo stemma è composto da uno scudo centrale sostenuto a destra da un coccodrillo e a sinistra da uno squalo. Lo scudo è composto da un campo superiore azzurro sul quale sono raffigurati due uccelli in volo e un falco al centro, mentre il campo inferiore presenta una varietà di archi, frecce e lance, con due tartarughe poste ai lati. Il tutto è sormontato da un elmo blu e argento. Una barca e un sole rosso si trovano all'estremità superiore dello stemma. Nella parte inferiore è presente il motto To Lead Is to Serve ("Guidare è servire").